# Ад по соседству
«Ад по соседству» (англ. 1BR)  — американский фильм ужасов 2019 года. Режиссёрский дебют Дэвида Мармора, также выступившего сценаристом проекта.

## Сюжет
После недавнего переезда в Лос-Анджелес в поисках независимости от отца, а также зачисления на курсы дизайна одежды и костюмов, юная Сара находит уютную квартиру в, казалось бы, дружелюбном жилом комплексе, в котором проживает около 30 человек. Девушка вскоре сближается с некоторыми его обитателями, особенно с менеджером Джерри, Брайан, её сосед и Эди, пожилой женщиной, некогда популярной актрисой. После переезда у Сары развивается депривация сна и вялость из-за громких звуков, которые она всегда слышит по ночам. По причине недосыпа она забывает сдать портфолио на зачисление на курсы и проваливается. Во время вечеринки с барбекю местный житель одноглазый Лестер рекомендует Саре книгу Чарльза Д. Эллерби «Сила сообщества», но она вежливо отказывается.
Однажды ночью, когда она не могла заснуть, Брайан и другие нападают на Сару, накачав её наркотиками. Когда Сара просыпается, то обнаруживает себя в запечатанной комнате, куда входят Джерри и Брайан и рассказывают ей, что жилой комплекс является домом для культа, и все его жильцы являются частью культа, основанного 30 лет назад мистером Эллерби. Сара же была выбрана, чтобы стать их новый членом.

## В ролях
- Николь Брайдон Блум — Сара
- Джайлс Мэтти — Брайан
- Тейлор Николс —  Джерри
- Алан Блюменфилд — отец Сары
- Наоми Гроссман — Дженис
- Селеста А. Салливан — Лиза
- Сьюзэн Дэвис — мисс Эди Стэнхоуп
- Клейтон Хофф — Лестер

## Восприятие
На сайте-агрегаторе рецензий Rotten Tomatoes фильм имеет рейтинг одобрения 88% на основе 80 отзывов со средней оценкой 6,6 из 10.
Джон ДеФор  из The Hollywood Reporter отметил: «Если рассматривать этот фильм сам по себе, то это солидный, хотя и вряд ли революционный триллер, который сулит хорошие перспективы для будущего режиссёра в данном жанре».